# 圣若昂-达蓬特
圣若昂-达蓬特是巴西米纳斯吉拉斯州的一个市镇。总面积1849.188平方公里，总人口26091人，人口密度14.1人/平方公里。